# Centre Natació Mataró
Il Centre Natació Mataró è una società polisportiva con sede a Mataró, nei pressi di Barcellona, Spagna. Essa si occupa di pallanuoto, nuoto, tennis tavolo e triathlon.

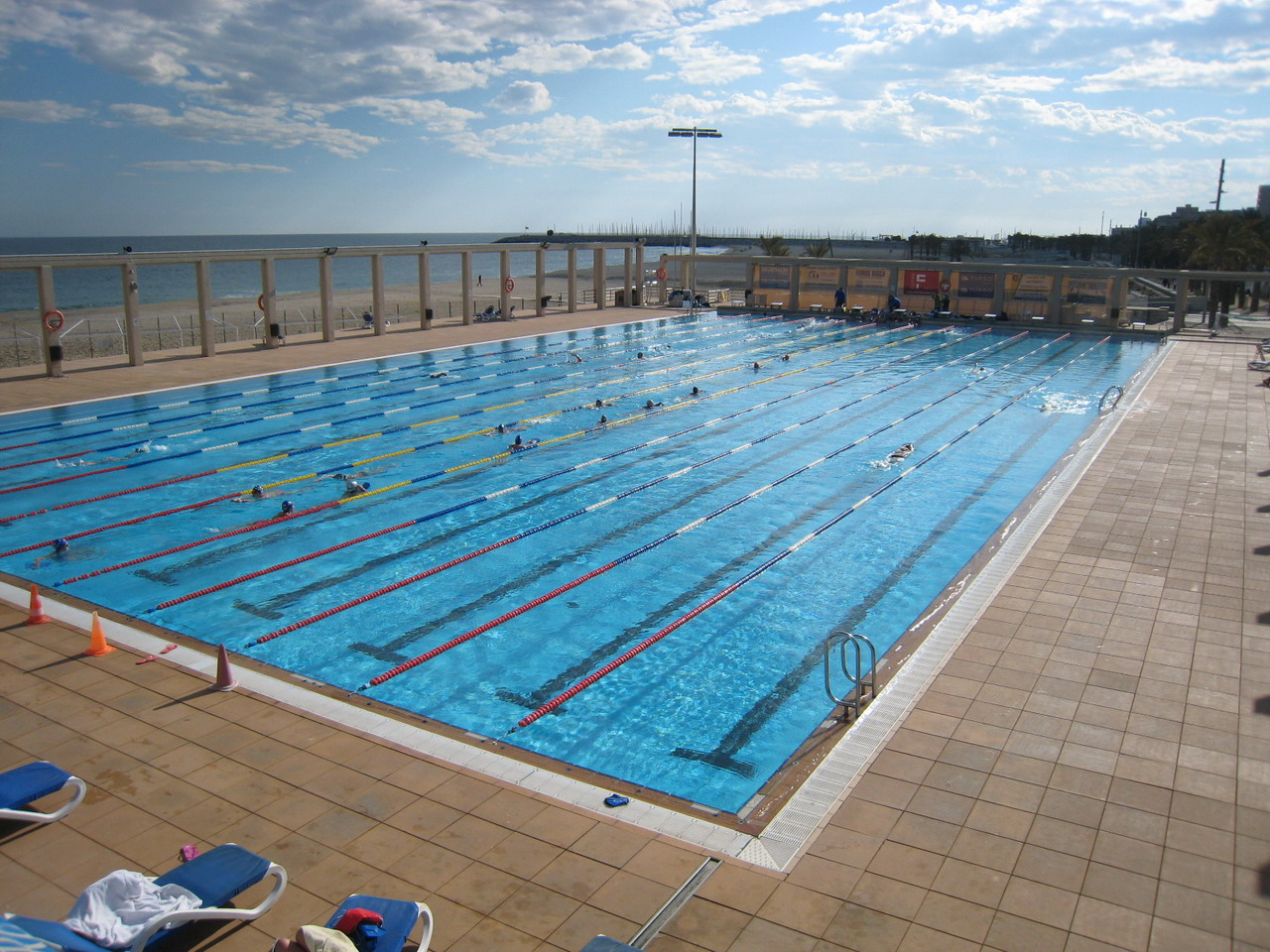
Piscina all'aperto del Centre Natació Mataró (2008)

## Storia
La società viene fondata nel 1932 in seguito alla fusione del Club Natació Mataró (1920-1929) e la sezione di nuoto del Club Gimnàstic Mataroní (1930-1932).
Nel 1982, come ricorrenza per il suo 50º anniversario, fu inaugurata la nuova piscina da 50 metri.
Il club è dotato di una piscina all'aria aperta da 50x25 metri e due piscine coperte da 25x12,5 metri e 25x8 metri. I colori ufficiali sono il granata, il blu e il bianco.
La sezione principale è indubbiamente quella pallanotistica. Sia la squadra maschile sia quella femminile giocano nella división de honor (la massima serie del campionato spagnolo). Mentre gli uomini hanno partecipato per la prima volta nella storia alla Coppa LEN nella stagione 2003-04, le donne nel 2016 hanno vinto il trofeo (perdendo la successiva finale di Supercoppa LEN) e nel 2020 sono arrivate nuovamente in finale. Nel 2020 si sono aggiudicate il loro primo titolo nazionale, mentre nel 2023 sono arrivate in finale nella Euro League, venendo sconfitte dalle connazionali del Sabadell. L'anno successivo si sono laureate campionesse di Spagna per la seconda volta.

## Palmarès

### Settore femminile

#### Trofei nazionali
- Campionato spagnolo: 2

2020, 2024
- Copa de la Reina: 2

2016, 2022
- Supercopa de España: 3

2019, 2021, 2022

#### Trofei internazionali
- Coppe LEN: 1

2016